# Yangguan

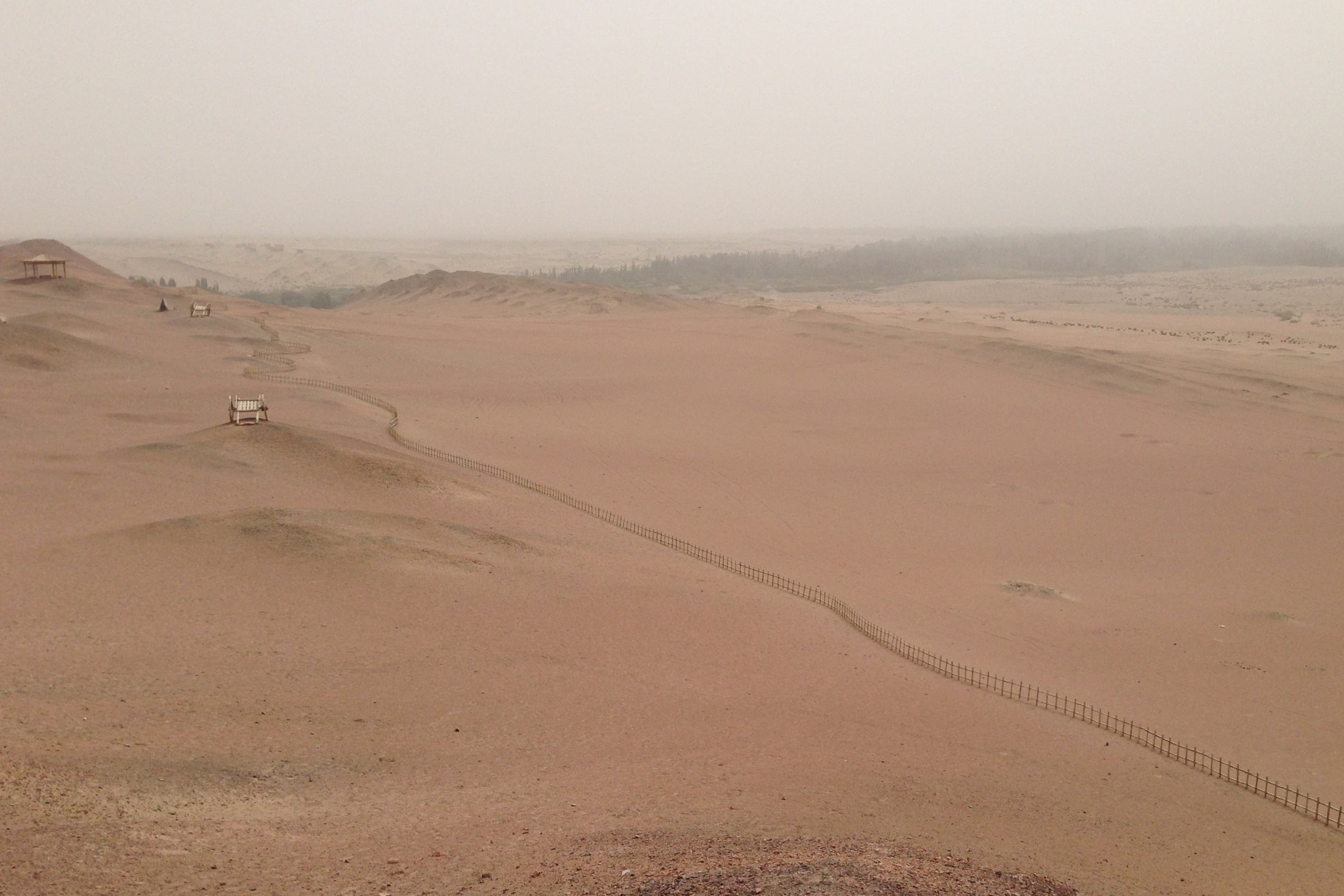
Sidenvägen där den passerar Yangguan

Yangguan 阳关 var tillsammans med Yumenguan Kinas port mot väster under Handynastin för Sidenvägens resenärer.
Ungefär 55 km sydväst om Dunhuang i Gansuprovinsen lät kejsar Han Wudi (regeringsttid 141-87 f.Kr.) under första århundradet förre Kristus bygga Yangguan som tillsammans med Yumenguan var portarna in till Hexikorridoren för att skapa ett skydd huvudsakligen mot nomadfolket Hunnerna och Xiongnu som var ständiga rivaler med Handynastin.
Namnet Yangguan betyder "Sydlig port" och fick sitt namn på grund av sin placering 50 kilometer söder om Yumenguan.
Under åren har Yangguan blivit kraftigt eroderad av öknens sand, och det som finns kvar är idag ett 5 meter högt torn med 8 meters sidor.